# Le Capitaine d'Arcourt ou la Fée du château
Le Capitaine d'Arcourt ou la Fée du château compte parmi les premières pièces d'Eugène Labiche.
Cette œuvre a laissé peu de traces, aussi sa date exacte de création (vraisemblablement en 1838) et le théâtre sont inconnus.
Collaborateurs : Auguste Lefranc et Marc-Michel.
Cette pièce n'a pas été imprimée.